# Tillandsia 'June Bug'
Tillandsia 'June Bug' es un  cultivar híbrido del género Tillandsia perteneciente a la familia  Bromeliaceae.
Es un híbrido creado en el año 2000 con las especies Tillandsia caput-medusae × Tillandsia bulbosa.